# Киселёв, Геннадий Петрович
Генна́дий Петро́вич Киселёв (13 февраля 1955, Москва) — советский и российский филолог, лингвист, переводчик.

## Биография
Закончил Московский государственный институт иностранных языков им. М. Тореза  (1980). Печатается с 1984 года на русском и итальянском языках как переводчик и критик.
Перевел произведения Алессандро Пикколомини, Карло Гольдони, Карло Гоцци, Альберто Савинио, Филиппо Томмазо Маринетти, Массимо Бонтемпелли, Антонио Грамши, Дино Буццати, Умберто Эко, Луиджи Малербы, Марио Луци, Маргериты Гвидаччи, Альберто Моравиа, Томмазо Ландольфи, Итало Кальвино, Дж. Томази ди Лампедузы, Тонино Гуэрры, Энрико Моровича, Нино Де Виты, Джованни Тестори, Алессандро Барикко, Альдо Нове, Тициано Скарпы, Эмануэле Треви, Франко Арминио и др.
Входит в состав жюри различных литературных премий в России и в Италии. Член Союза российских писателей (1994), Союза писателей Москвы, гильдии «Мастера литературного перевода».
Переводчик-синхронист c многолетним опытом работы на крупнейших итало-российских площадках в ЕС и РФ, переговорах и встречах на высшем уровне.

## Переводы
В его переводе опубликованы роман Т. Ландольфи «Осенняя история», кн. эссе и рассказов А. Савинио «Вся жизнь», повесть-эссе «Мопассан и Другой», романы И. Кальвино «Если однажды зимней ночью путник», А. Моравиа «Я и он», А. Барикко «Море — океан» и «Шёлк», Э. Треви «Кое-что из написанного», Т. Скарпы «Фундаментальные вещи» и его же авторский путеводитель «Венеция – это рыба», комедии А. Пикколомини «Постоянство в любви», К. Гольдони «Импресарио из Смирны», «Душа общества», К. Гоцци «Незваный ужин», рассказы А. Нове «Супервубинда», Ф. Арминио «Открытки с того света», а также эссе, рассказы и стихи Д. Буццати,  Дж. Томази ди Лампедузы, Э. Моровича, Т. Гуэрры, Н. Де Виты, Дж. Тестори, У. Эко, Л. Малербы, М. Луци и др.
Составитель сб. Итальянская новелла XX века «Il treno ha fischiato», М., «Радуга», 1988;  сб. Д. Буццати «Il grande ritratto e altre storie», М., «Радуга», 1999; сб. «Quasi d’amore» Dodici racconti italiani, М., «Радуга», 2000; сб. «Il mare colore del vino» Racconti italiani del Novecento, М., «Радуга», 2004. Составитель и автор предисловия сб. «Очарованный остров. Новые сказки об Италии». «Corpus», М., 2014 (ит. изд. L’isola incantata. Nuovi racconti sull’Italia. Transeuropa, 2016). Выпустил ряд учебных пособий («Итальянский без преподавателя» и др.) и словарей по итальянскому языку. Автор публикаций на ит. языке: эссе «Sulla traduzione della parabola», Quaderni di libri e riviste d’Italia, 33. La traduzione: saggi e documenti (III), Ministero per i beni culturali e аmbientali, Roma, 1997; доклада о творчестве Т. Ландольфи «Landolfi in Russia: avventure e metamorfosi» в сб. «Gli ‘altrove’ di Tommaso Landolfi», Bulzoni editore, Roma, 2004; доклада в Варшавском университете «L'Italia fuori d'Italia: la letteratura del '900, vista dalla Russia», «L'Italia e l'Europa centro-orientale - gli ultimi cento anni», Semper, Warszawa, 2009; а тж. докладов и эссе о творчестве Дж. Фуско «Розы двадцатилетия», И. Кальвино «Тропа паучьих гнезд», Э. Монтале «На выезде», Ф. Бьямонти «Вольный ветер». Н. Оренго «Осень синьоры Вааль», Дж. Лагорио «Волчий пляж», Дж. Арпино «Ты был счастлив, Джованни», И. Брин «Ольга в Белграде»  в сб. I Quaderni della Biblioteca sul mare, Premio «Alassio 100 libri – Un autore per l’Europa», 2007-2012.

## Признание
- Лауреат Премии Гринцане Кавур — Цецилия Кин (1997).
- Лауреат Диплома жюри независимых критиков зоИЛ (2002).
- Лауреат Государственной премии Италии в области художественного перевода (2004).
- Лауреат Премии Горького (2010).
- Лауреат Премии ИЛюминатор (2016).
- Кавалер Ордена «За заслуги перед Итальянской Республикой» (Италия)  (2000).

## Список публикаций и переводов
- Г. Киселёв «О переводе притчи», статья, Тетради переводчика, выпуск 21; «Высшая школа», М., 1984.
- Д. Буццати «Генеральная уборка», рассказ (перевод). Тетради переводчика, выпуск 21; «Высшая школа»,  М., 1984.
- G. Kisselev «Sulla traduzione della parabola», saggio. «О переводе притчи», статья на итальянском языке. Quaderni di libri e riviste d’Italia, 33. La traduzione: saggi e documenti (III). Ministero per i beni culturali e аmbientali, Roma, 1997.
- А. Грамши «Социализм и культура» (перевод). «Называть вещи своими именами», антология (составление, комментарии); «Прогресс», М., 1986.
- М. Бонтемпелли  «Четыре преамбулы» (перевод). «Называть вещи своими именами», антология (составление, комментарии); «Прогресс», М., 1986.
- Т. Ландольфи «Из "Популярной мелотехники"», рассказ (вступление, перевод). «Музыкальная жизнь», М.,1986.
- Г. П. Киселёв Учебное пособие по итальянскому языку ч.ч. I, II. Министерство народного образования  РСФСР, М., 1986; «Итальянский без преподавателя». «ЧеРо», М., 2002; «Итальянский язык: полный курс» «АСТ, Лингва», М., 2017; «Итальянский язык. Новейший самоучитель с аудиокурсом», «Издательство АСТ», 2021.
- М. Гвидаччи «О переводе стихов» (перевод). «Перевод – средство взаимного сближения народов», сборник; «Прогресс», М., 1987.
- Р.  Муссапи «Во имя света» (перевод). «Перевод – средство взаимного сближения народов», сборник; «Прогресс», М., 1987.
- М. Луци «Обстоятельства перевода: театр» (перевод). «Перевод – средство взаимного сближения народов», сборник; «Прогресс», М., 1987.
- А. Савинио  «Музыка -  вещь чужеродная», эссе. «Старый рояль», рассказ (вступление, перевод). «Музыкальная жизнь», № 9. М., 1987.
- Г. Киселёв «Неизвестное письмо Россини: Прославленной певице Кларе Новелло искренне преданный Джоаккино Россини» (статья, перевод). «Музыкальная жизнь», № 18. М., 1987.
- Т. Ландольфи «Солнечный удар», сборник рассказов (перевод, составление). Библиотека журнала «Иностранная литература», «Известия», М., 1987.
- Г.П. Киселёв «Il treno ha fischiato». Итальянская новелла XX века. Антология. На итальянском языке. (составление, справки об авторах, комментарии), «Радуга», М., 1988.
- А. Савинио «Домашний концерт», рассказ (перевод). «Музыкальная жизнь», № 24, М., 1988.
- Г.П. Киселёв Пособие по дополнительному чтению на итальянском языке. Министерство народного образования РСФСР, М., 1988.
- Т. Ландольфи «Меч», рассказ (перевод). «Современная фантастика», сборник, «Книжная палата», М., 1988.
- И. Кальвино «Для кого пишутся книги?», эссе (перевод). «Homo Legens – Человек читающий», сборник, «Прогресс», М., 1989.
- Л. Малерба «Призрак по имени  Не-Читатель» , эссе (перевод). «Homo Legens – Человек читающий», сборник, «Прогресс», М., 1989.
- У. Эко «Потребление, поиск и образцовый читатель», эссе (перевод). «Homo Legens – Человек читающий», сборник, «Прогресс», М., 1989.
- Г.П. Киселёв (в соавторстве с Г. Салитой и О. Яновским) Словарь активной  лексики итальянского языка. Министерство народного образования РСФСР, М., 1989.
- Д. Буццати «Коломбр», рассказ (перевод). «Избранное», сборник; «Радуга», М., 1989.
- А. Савинио «Вся жизнь», сборник эссе и рассказов (составление, предисловие, перевод). Библиотека журнала «Иностранная литература», «Известия», М., 1990.
- Т. Ландольфи «Жена Гоголя», рассказ (перевод). «Литературные новости», № 36-37. М., 1993; «29», № 1. М., 1998.
- Т. Ландольфи «Тараканье море», рассказ (перевод ). «Огонек», № 29. М., 1993.
- Д. Буццати Рассказы Д. Буццати (перевод ). «Огонек», № 8. М.,1994; «Иностранная литература», № 12. М., 1994; «29», № 5. М., 1997.
- И. Кальвино «Если однажды зимней ночью путник», роман (перевод). «Иностранная литература», № 4. М., 1994. Премия Гринцане Кавур - Цецилии Кин за 1997 г. Собрание сочинений, т.3, (составление); «Симпозиум», СПб., 2000; Серия «Иллюминатор», №13. Библиотека журнала «Иностранная литература», М., 2000; «АСТ», М., 2010, 2019.
- А. Моравиа «Я и он», роман (перевод). «Республика», М., 1994; «Эксмо», М., 2000-2001; Собрание сочинений,   т.3, «Терра», М., 2001; «Продолжение жизни», СПб., 2003; «АСТ», М., 2010.
- Дж. Томази ди Лампедуза «Лигия» / «Сирена», рассказ (перевод). «Иностранная литература», № 7. М., 1997; Азбука-Аттикус, СПб., 2017.
- К. Жан, П. Савона и др. «Геоэкономика», сборник статей (перевод совместно с И. Смагиным). «Ad Marginem», М., 1997.
- А. Барикко «Море-океан», роман (вступление, перевод). «Иностранная литература», № 1. М., 1998; Серия «Иллюминатор», №24. Библиотека журнала «Иностранная литература», М., 2001-2006; «Азбука» М.,  2010-2014; Аудиокнига в исполнении Ю. Васильева (7 CD), «Союз», М., 2014.
- Т. Ландольфи «Осенняя история», роман (перевод). Сб. «Жена Гоголя и другие истории», сборник (составление); «Аграф», М., 1999; Б.С.Г.- Пресс (послесловие) М., 2005, Премия Горького за 2010 г.
- Т. Ландольфи «Отец Кафки», рассказ (перевод). Сб. «Жена Гоголя и другие истории», сборник (составление); «Аграф», М., 1999.
- А. Барикко «Шёлк», роман (перевод). Иностранная литература», № 6. М., 1999; Серия «Иллюминатор», №23. Библиотека журнала «Иностранная литература», М., 2001-2006; , «Азбука», 2006; Аудиокнига в исполнении С. Шакурова, (2 CD, вступление), «Союз», М., 2010.
- Г.П. Киселёв (составление, предисловие, комментарии, перевод) D. Buzzati «Il grande ritratto e altre storie». Антология. На итальянском языке. «Радуга», М., 1999-2000.
- А. Савинио «Мопассан и «Другой», повесть-эссе (вступление, перевод). «Иностранная литература», № 10. М., 1999.
- А. Пикколомини «Постоянство в любви», пьеса (перевод). «Итальянская комедия Возрождения», сборник; «Художественная литература», М., 1999.
- И. Кальвино «Послесловие 1960», эссе (перевод). Собрание сочинений, т. I,  (составление); «Симпозиум», Спб., 2000; «АСТ», М., 2010.
- А. Нове «13 рассказов». Из книги «Супервубинда» (вступление, перевод) «Иностранная литература», №8. М., 2000; «Супервубинда» (перевод, послесловие). «Ad Marginem», М., 2001. Диплом жюри независимых критиков зоИЛ за 2002 г.
- Г.П. Киселёв (составление, справки об авторах, комментарии) «Quasi d’amore» Dodici racconti italiani. Антология. На итальянском языке. «Радуга», М., 2000.
- И. Кальвино «Американские лекции» («Точность», «Наглядность», «Многообразие»). (перевод). 2018.
- Д. Буццати «Шестьдесят рассказов» (перевод в сборнике). «АСТ», М., 2011.
- Д. Буццати «Семь этажей», рассказ (перевод). «Иностранная литература», №6, М., 2002.
- Э. Морович 12 рассказов из сборника «Обыденные чудеса» (перевод, вступление). «Иностранная литература» №12, М., 2002.
- Т. Ландольфи «Бекас», рассказ (перевод). «Иностранная литература» № 7, М., 2003.
- Г. Киселёв «Ландольфи», слово. Ibidem.
- Г.П. Киселёв (составление, справки об авторах, комментарии) «Il mare colore del vino» Racconti italiani del Novecento. Антология. На итальянском языке. «Радуга», М., 2004.
- G. Kiselev “Landolfi in Russia: avventure e metamorfosi” («Ландольфи в России: приключения и превращения»), эссе на ит. языке, в сборнике «Gli ‘altrove’ di Tommaso Landolfi» («Иные берега Томмазо Ландольфи»). Bulzoni editore, Roma, 2004.
- Д. Буццати «Невероятное нашествие медведей на Сицилию» (перевод, аннотация; стихи в переводе М. Аннинской).  «Самокат», М., 2006, 2020.
- А. Нове Pассказы из сборника «Самый большой мертвый кит Ломбардии» (перевод). «Иностранная литература» № 6, М., 2005.
- Г. Киселёв «Скромное очарование перевода». «Иностранная литература» № 6, М., 2005.
- Дж. Бацоли «Справедливость и равенство. Библейские модели» (перевод). Фонд «Толерантность», М., 2005.
- G. Kiselev «Un’antologia del tempo alle prese con la realtà» (выступление на круглом столе, посвященном книге Джанкарло Фуско «Розы двадцатилетия». Premio Alassio Centolibri – Un autore per l’Europa).  I Quaderni della Biblioteca sul mare. Atti della tavola rotonda su  Le rose del ventennio di G.C. Fusco, Alassio/Ceriale. 2007.
- G. Kiselev «Sul sentiero della letteratura, tra l’opaco e l’aprico» (выступление на круглом столе, посвященном книге Итало Кальвино «Тропа паучьих гнезд». Premio Alassio Centolibri – Un autore per l’Europa). I Quaderni della Biblioteca sul mare. Atti della tavola rotonda su Il sentiero dei nidi di ragno di I. Calvino, Alassio/Ceriale. 2008.
- T. Гуэрра «Листик против молний», поэма в прозе, перевод. «Иностранная литература»,  № 10, М., 2008.
- G. Kiselev «Il repertorio della memoria di Eugenio Montale» (выступление на круглом столе, посвященном книге Эудженио Монтале «На выезде». Premio Alassio Centolibri – Un autore per l’Europa). I Quaderni della Biblioteca sul mare. Atti della tavola rotonda su Fuori di casa di E. Montale, Alassio. 2009.
- К. Гольдони «Импресарио из Смирны», комедия (перевод). Центр книги ВГБИЛ им. М.И. Рудомино, М., 2009.
- G. Kisielow «L'Italia fuori d'Italia: la letteratura del '900, vista dalla Russia», доклад в Варшавском университете 6-12-2008. «L'Italia e l'Europa centro-orientale - gli ultimi cento anni», Semper, Warszawa. 2009.
- G. Kiselev «Una scrittura che cambia luogo e consistenza» (выступление на круглом столе, посвященном книге Франческо Бьямонти «Вольный ветер». Premio Alassio Centolibri – Un autore per l’Europa). I Quaderni della Biblioteca sul mare. Atti della tavola rotonda su Vento largo di F. Biamonti, Alassio. 2010.
- Т. Скарпа «Венеция – это рыба», путеводитель-эссе (перевод, предисловие). «Иностранная литература» № 7, М., 2010; «КоЛибри», М., 2010-2011.
- Н. Де Вита «Дом на холме»,  рассказ в стихах (перевод). "КомпасГид", М.,2010.
- G. Testori «Bellezza e sfacelo. Lo sguardo di Testori su Perez» - «Красота и тлен. Взгляд Тестори на Переса» (перевод). Paparo Edizioni, 2010.
- G. Kiselev «Nico Orengo: una penna carica di leggerezza», intervento alla tavola rotonda sul libro di N. Orengo L’autunno della signora Waal (Premio Alassio Centolibri – Un autore per l’Europa. I Quaderni della Biblioteca sul mare. Atti della tavola rotonda su  L’autunno della signora Waal di N. Orengo, Alassio. 2011.
- Т. Скарпа «Фундаментальные вещи», роман (перевод). «Иностранная литература» № 8. М., 2011; «Corpus», М.,  2012.
- Ф. Арминио «Открытки с того света», (перевод). «Иностранная литература» № 1, М., 2012. Ad Marginem, М., 2013; «Новые открытки с того света», электронное издание.  Видео вступление от переводчика  Ad Marginem, М., 2020.
- G. Kiselev «Le parole sonanti di Gina Lagorio», intervento alla tavola rotonda sul libro di G. Lagorio La spiaggia del lupo (Premio Alassio Centolibri – Un autore per l’Europa). I Quaderni della Biblioteca sul mare.  Atti della tavola rotonda su  La spiaggia del lupo di G. Lagorio, Alassio. 2012.
- А. Барикко «Дон Жуан», (перевод). «Corpus», М., 2013.
- К. Кастрилло «Брызги росы» (перевод). Антология современной швейцарской драматургии, «НЛО», М., 2013.
- G. Kiselev «Costruendo la felicità», intervento alla tavola rotonda sul libro di G. Arpino Sei stato felice, Giovanni (Premio Alassio Centolibri – Un autore per l’Europa). I Quaderni della Biblioteca sul mare. Atti della tavola rotonda su Sei stato felice, Giovanni di G. Arpino, Alassio. 2013.
- Г. Киселёв «Быль и небыль острова сирен», предисловие к сборнику «Очарованный остров. Новые сказки об Италии». Составление. «Corpus», М., 2014.
- Gennady Kiselev L’isola incantata. Nuovi racconti sull’Italia. «Fatti e fiabe dell’isola serenica». Trad. dal russo di Caterina e Stefano Garzonio. «Transeuropa», 2016.
- К. Гольдони «Душа общества», комедия. (перевод). «Лингвистика», М., 2014.
- Г. Киселёв «…от трудившегося в переводе», послесловие к комедии К. Гольдони «Душа общества». «Лингвистика», М., 2014. «Миры литературного перевода», Институт перевода, 2015.
- G. Kiselev «Reportage da un passato remotamente prossimo», intervento alla tavola rotonda sul libro di I. Brin Olga a Belgrado (Premio Alassio Centolibri – Un autore per l’Europa). I Quaderni della Biblioteca sul mare.  Atti della tavola rotonda su Olga a Belgrado di I. Brin, Alassio. 2014.
- Э. Треви «Кое-что из написанного», роман (перевод). «Иностранная литература» № 2. М., 2015. Премия ИЛюминатор, за 2016 г. Ad Marginem, М., 2016.
- Ф.Т. Маринетти Футуристическая речь Маринетти к венецианцам. (перевод). «Носорог», 11, М., 2019.
- К. Гоцци «Незваный ужин», комедия (перевод, послесловие). «Носорог», 11, М., 2019.
- Ф. Форте «Скрытые миры Данте» (перевод). Издательство «Эксмо», 2021.
- Т. Скарпа «Венеция – это рыба. Новый путеводитель», путеводитель-эссе (перевод, предисловие). «АСТ Эксклюзивная классика», М., 2024.
- Ф. Арминио «Малые святости» (перевод, предисловие). «Ad Marginem», М., 2024.